# Effetti del tabagismo sulla salute

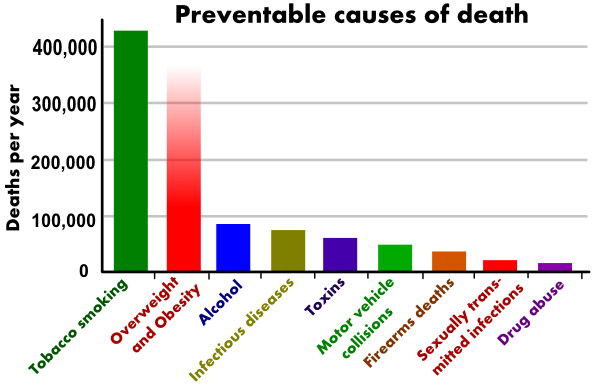
Il fumo è capolista tra le cause di mortalità evitabile.

A partire dal 1941, numerosi studi scientifici hanno cercato, nel tempo, di individuare gli effetti del tabagismo sulla salute, muovendo inizialmente da osservazioni epidemiologiche che evidenziavano, fin dai primissimi lavori, alte incidenze, statisticamente significative, di problemi sanitari gravi tra i fumatori, la lobby dei produttori di tabacco riesce a rimandare le norme restrittive fino al 1964 quando il Ministro della Salute Statunitense Everett Koop conclude nel suo rapporto l'indiscutibile relazione del fumo con il cancro ai polmoni.
Gli effetti sulla salute del fumo si applicano in gran parte anche ai non tabagisti, in qualche modo soggetti direttamente o indirettamente al fumo di tabacco. Il fumo è considerato fattore favorente l'insorgere di alcune patologie, principalmente a carico dell'apparato respiratorio e dell'apparato cardio-vascolare, e nei paesi sviluppati viene considerato causa prima nella mortalità evitabile.
Il fumo attivo e il fumo passivo, in tutto, sono classificati come cancerogeni certi per l'uomo (gruppo 1) dall'organizzazione mondiale della sanità tramite lo IARC. Sono cancerogeni certi anche alcuni dei suoi componenti, primi tra tutti benzene e benzo[a]pirene. Si descrive quindi il tabagismo come sicuramente collegato all'insorgenza di patologie neoplastiche di varia natura, in primis il cancro polmonare per incidenza e mortalità.
Gli studi sono maggiormente incentrati sugli effetti della respirazione del fumo, attivo e passivo, di sigaretta. Secondo alcune stime, il fumo causa ogni anno più di 440 000 morti negli Stati Uniti, e circa 80.000 in Italia.

## Sostanze tossiche o cancerogene presenti nelle sigarette
Il fumo inalato attivamente o passivamente da una sigaretta contiene oltre 4.000 molecole, alcune delle quali sicuramente dannose per l'organismo umano. Diversi composti sono bioattivi secondo differenti modalità, essendo cancerogeni certi, cancerogeni sospetti, irritanti o diversamente interagenti con i nutrienti assunti.
Le sostanze nocive del fumo che possono danneggiare direttamente l'apparato respiratorio, irritare e predisporre a danni ulteriori, ma anche indirettamente il resto dell'organismo, sono essenzialmente prodotti della combustione incompleta di tabacco e carta, e sostanze volatilizzate per la relativamente elevata temperatura che ne consegue:
- catrame, prodotto da combustione incompleta e condensazione di sostanze altobollenti;[13]
- composti organici volatili (VOC) tra cui il cancerogeno benzene;[14]
- idrocarburi policiclici aromatici (IPA), provenienti dalla combustione sia della carta sia del tabacco, comprendenti i cancerogeni benzopireni;[14]
- particolato o polveri fini, principalmente il particolato carbonioso, anch'essi derivanti dalla combustione incompleta, fonte diretta di problemi cardiovascolari e substrato su cui si adsorbono alcuni IPA;
- nicotina, contenuta nelle foglie della pianta del tabacco e volatilizzata col calore;[13]
- monossido di carbonio, prodotto dalla combustione incompleta;[13]
- sostanze irritanti:[13]
  - in primo luogo le aldeidi (acroleina, acetaldeide), conseguenti ad una combustione incompleta ma a maggior livello d'ossidazione e irritanti le mucose; la formaldeide è un cancerogeno;
  - e a seguire acidi organici carbossilici (acido formico), fenoli (fenolo, cresoli);
  - ammine e ammoniaca;
  - idrocarburi non aromatici di varie tipologie (principalmente alcani C12-C15) che contribuiscono a intaccare lo strato lipidico protettivo di organi e cellule, predisponendo all'aggressione di altri composti;
- altre sostanze ossidanti.

### Nicotina
La nicotina ha effetti neurologici ed è la principale responsabile della dipendenza in quanto aumenta il livello di dopamina nei circuiti cerebrali del piacere. Il fumo di tabacco inibisce le monoammina ossidasi, responsabili della degradazione, nel cervello, dei neurotrasmettitori monoamminergici, tra cui la dopamina.

Formula di struttura della nicotina.

Questo genera una sensazione di piacere con meccanismi analoghi a quelli innescati da alcaloidi contenuti in alcune droghe. La dipendenza da nicotina è quindi legata anche alla necessità biochimica di mantenere elevati livelli di dopamina. È altresì possibile che altre sostanze presenti nel fumo di tabacco concorrano sinergicamente a creare questo effetto.
I sintomi dell'astinenza comprendono una sensazione di vuoto e ansia. Il loro picco è raggiunto in genere tra le 48 e le 72 ore. I principali sintomi di astinenza sono: rabbia, ansia, depressione, difficoltà di concentrazione, impazienza, insonnia e irrequietezza che si manifestano tra la prima settimana e le ultime 2-4 settimane. In genere il corpo umano impiega 3 settimane per eliminare completamente la nicotina presente dall'organismo.
La nicotina è inoltre un potente tossico anche se, per le modalità e le dosi di assunzione, gli effetti tossici da avvelenamento nicotinico non sono tra i principali imputati nei danni del fumo. La dose letale di nicotina è 0,5-1 mg/kg.. L'assorbimento per via respiratoria è ovviamente parziale.
Ha effetti sulla pressione sanguigna e provoca vasocostrizione arteriosa periferica che, riducendo il flusso ematico distale, limita l'afflusso di sangue alla pelle contribuendo all'invecchiamento precoce della stessa.

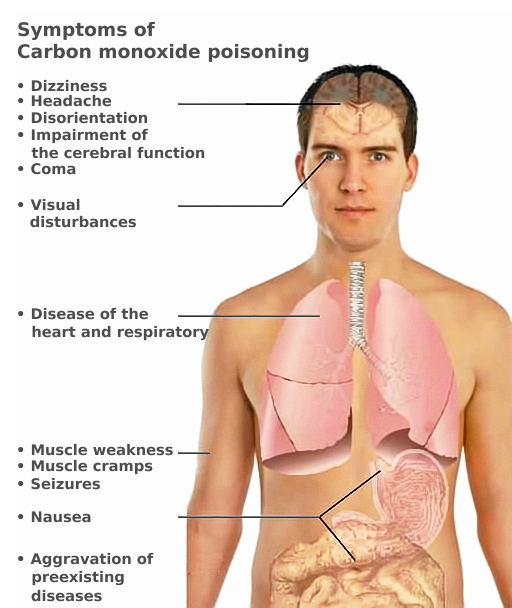
Alcuni sintomi dell'intossicazione dal monossido di carbonio (in inglese).

### Monossido di carbonio
Si ottiene con la combustione, in ogni caso incompleta. Oltre a ridurre la capacità respiratoria, deossigena il sangue legandosi più stabilmente dell'ossigeno con l'emoglobina. È reputato anche responsabile dell'invecchiamento precoce, caduta dei capelli e ingiallimento della pelle, conseguenze della minore ossigenazione.

### Sostanze irritanti
Acroleina, acetaldeide, acido cianidrico, formaldeide, ammoniaca e le altre sostanze irritanti contenute nelle sigarette provocano danni irritativi diretti alle mucose respiratorie come le mucose di rivestimento dei bronchi, in particolare le cellule ciliate che si oppongono all'entrata di polveri, germi e sostanze tossiche nel polmone. Questa continua azione irritante può provocare tosse e una maggiore produzione di muco. Sono possibili conseguenti enfisemi e bronchite cronica. Tosse e catarro, nel fumatore, sono il primo sintomo di questi effetti.

### Benzopirene e polveri fini
Alcuni benzopireni, ottenuti con la combustione incompleta della sigaretta, sono composti classificati come cancerogeni certi. Aumentano dunque il rischio di contrarre il tumore al polmone, in quanto, secondo articolate ricerche (di cui è nota quella del 1996) questo è il principale responsabile di una proliferazione cellulare incontrollata.
Le polveri fini, dette genericamente particolato, costituenti principali del fumo, divengono cancerogene anche perché assorbono sulla loro superficie benzo[a]pirene e altri policiclici e li veicolano direttamente negli alveoli polmonari.

## Tempi di decadenza di rischio d'insorgenza di patologie
Il corpo umano impiega complessivamente 15 anni per eliminare dall'organismo gli effetti del fumo, eliminando tutte le sostanze assunte fumando abitualmente.
Partendo dal momento in cui si smette di fumare l'ultima sigaretta:
| tempo              | effetti |
| ------------------ | --- |
| dopo 8 ore         | Il livello di monossido di carbonio del sangue ritorna nella normalità.                                                       |
| dopo 24 ore        | L'organismo elimina il monossido di carbonio; i polmoni cominciano ad espellere il muco e il catrame.                         |
| dopo 2 giorni      | La nicotina viene completamente eliminata dal sangue. Si acuiscono il senso dell'olfatto e del gusto.                         |
| dopo una settimana | Aumenta la capacità polmonare.                                                                                                |
| dopo due settimane | Il colorito della pelle e dei capelli ritorna naturale.                                                                       |
| dai 3 ai 7 mesi    | La capacità respiratoria aumenta con la diminuzione della tosse. Aumenta la capacità dei polmoni durante lo sforzo fisico.    |
| dopo un anno       | Il rischio di contrarre malattie cardiache è dimezzato.                                                                       |
| dopo 5 anni        | Si dimezza il rischio di ictus, cancro ai polmoni, al cervello, ai reni, all'esofago, alla bocca, al pancreas e alla vescica. |
| dopo 10 anni       | Il rischio di contrarre un tumore al polmone è sovrapponibile a quello di una persona che non ha mai fumato.                  |
| dopo 15 anni       | Il rischio di contrarre malattie cardiache è sovrapponibile a quello di una persona che non ha mai fumato.                    |

## Danni all'organismo
I danni e le patologie per cui la comunità scientifica ritiene il tabagismo concorrente sono molteplici.
Una ricerca del 2006, condotta dal Ph.D. Stephen S. Hecht dell'Università del Minnesota, ha portato alla conclusione che:
(Stephen S. Hecht, Cigarette smoking: cancer risks, carcinogens, and mechanisms, 10 ottobre 2006)

### Danni al cervello
Vari studi hanno dimostrato: un quoziente intellettivo basso incrementa la probabilità di iniziare a fumare; il fumo riduce l'intelligenza causando un assottigliamento della corteccia cerebrale.
Cessare di fumare permette, nel corso di anni, di riparare parzialmente tale danno.

### Danni ai polmoni

#### Tumore al polmone

L'incidenza del cancro ai polmoni sarebbe strettamente correlata al consumo di sigarette, secondo questo grafico comparativo realizzato dai National Institutes of Health statunitensi.

Il fumo di sigaretta è considerato concausa di varie patologie. In particolare è considerato agente eziologico nello sviluppo del carcinoma del polmone. Secondo uno studio elaborato servendosi di proiezioni statistiche, è responsabile di circa il 90% dei tumori polmonari mortali nei paesi sviluppati. In particolare, sempre secondo uno studio, nel caso degli USA il fumo di sigaretta è responsabile dello sviluppo dell'89% dei casi di neoplasia polmonare (90% negli individui di sesso maschile e 85% nelle donne), con un'incidenza che aumenta considerevolmente se le prime esposizioni avvengono tra i 18 e 25 anni di età.
Il fumo di sigaretta contiene circa 60 cancerogeni certi, inclusi i radioisotopi provenienti dal decadimento del radon, il benzopirene e alcune nitrosamine. Inoltre la nicotina presente è in grado di deprimere la risposta immunitaria, diminuendo la capacità di sorveglianza e di killing delle cellule neoplastiche da parte dei linfociti T e dei linfociti NK. Il rischio percentuale di sviluppo di cancro mortale aumenta con l'aumentare del tempo di esposizione e del numero di sigarette fumate, con graduale diminuzione temporale del rischio in seguito a cessazione totale dell'esposizione.
Il fumo di sigaretta non rappresenta solo un fattore di rischio, ma anche un importante elemento in grado di influenzare la prognosi, dimostrato dal fatto che soggetti non fumatori ma con carcinoma del polmone hanno una maggiore percentuale di sopravvivenza a 5 anni rispetto ai fumatori. Inoltre è stato ampiamente documentato che la cessazione del fumo in seguito alla diagnosi di tumore migliora notevolmente il profilo prognostico.
Del fumo di sigaretta si deve considerare una componente mainstream e una sidestream; la prima, ad alte temperature, è quella generata da processi di inspirazione attiva. La seconda, a basse temperature, è il risultato della combustione spontanea tra le dita o nel posacenere. Ultimamente questa distinzione ha assunto un notevole peso epidemiologico, poiché recenti studi hanno dimostrato come la componente sidestream, che rappresenta per larga parte il fumo passivo (85%), sia potenzialmente più nociva rispetto alla componente mainstream (fumo attivo).
Naturalmente all'atto pratico, data la notevole diluizione nell'aria che il fumo passivo subisce prima di essere eventualmente inalato, l'aumento percentuale di rischio di contrarre patologie a cui è esposto chi lo assume resta notevolmente inferiore rispetto a quello del fumatore attivo.
La connessione tra esposizione passiva e aumento del rischio è stata ulteriormente dimostrata da studi condotti negli USA, in Europa, in Gran Bretagna e in Australia che hanno documentato un aumento del rischio relativo nei soggetti esposti al fumo passivo (soggetti che vivono o che lavorano con un fumatore attivo).

#### Altre patologie al sistema respiratorio
Il fumo può causare anche:
- Broncopneumopatia cronica ostruttiva, un'ostruzione delle vie respiratorie, il cui sintomo premonitore è una tosse continua;[51]
- Carcinoma polmonare;[52]
- Bronchiolite respiratoria con interstiziopatia;[53]
- Polmonite interstiziale desquamativa;[54]
- Tubercolosi: fumare 20 sigarette al giorno aumenta il rischio di contrarre la tubercolosi da 2 a 4 volte.[55][56]

### Danni al cuore e al sistema circolatorio

Formula di struttura del colesterolo.

L'inalazione del fumo causa numerosi effetti sul cuore e sul sistema circolatorio. Dopo un minuto di fumo, la frequenza cardiaca inizia a salire, aumentando fino al 30% nei primi 10 minuti di fumo.
Il monossido di carbonio esercita effetti negativi sul sangue, riducendone la capacità di trasportare ossigeno.
Il fumo aumenta la possibilità di malattie cardiache, ictus, arteriosclerosi e malattie vascolari periferiche.
L'infarto può essere causato dai piombi presenti nel tabacco, che restringono i vasi sanguigni, aumentando la possibilità di avere un attacco di cuore.
I livelli di colesterolo tendono ad aumentare nei fumatori. Inoltre, il rapporto tra le lipoproteine ad alta densità (il colesterolo "buono") di lipoproteine a bassa densità (il colesterolo "cattivo") tende ad essere più basso nei fumatori rispetto ai non-fumatori.
Il fumo aumenta anche i livelli di fibrinogeno e la produzione delle piastrine (entrambi coinvolti in coagulazione del sangue). Ciò rende il sangue più viscoso.
Quando il monossido di carbonio si lega all'emoglobina (la componente di trasporto di ossigeno nei globuli rossi), risultando in un complesso molto più stabile dell'emoglobina legata con l'ossigeno o anidride carbonica, si può avere la perdita permanente della funzionalità delle cellule del sangue. Le cellule ematiche sono naturalmente riciclate dopo un certo periodo di tempo, permettendo la creazione di nuovi eritrociti. Tuttavia, se l'esposizione di monossido di carbonio raggiunge un certo livello, si può verificare l'ipossia (e più tardi la morte). Tutti questi fattori rendono i fumatori più a rischio di sviluppare varie forme di arteriosclerosi. Più l'arteriosclerosi avanza, meno facilmente il sangue scorre attraverso i vasi sanguigni, rigidi e ridotti, rendendo il sangue più incline a formare una trombosi, ossia un blocco improvviso del vaso sanguigno, che può portare a un ictus.

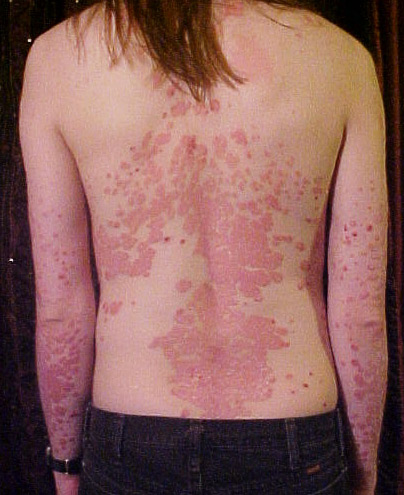
Tipiche macchie cutanee causate da psoriasi.

Tuttavia, è giusto sottolineare che gli effetti del fumo sul cuore possono essere più sottili. Queste condizioni si possono sviluppare a poco a poco dato il proprio ciclo di guarigione (il corpo umano “guarisce se stesso” tra i periodi di fumo a mano a mano che smaltisce le sostanze della sigaretta), e, pertanto, un fumatore può sviluppare disturbi meno significativi, come il peggioramento o il mantenimento di condizioni dermatologiche, ad esempio, eczema, a causa di ridotto afflusso di sangue.

### Danni alla pelle
Nel 1865 fu per la prima volta proposta la relazione tra alcune patologie della cute e il fumo. Nel 1965 si analizzò statisticamente tale correlazione, scoprendo che nel 79% dei fumatori erano presenti delle modificazioni cutanee presenti nel solo 19% dei non-fumatori.
Secondo i dati del Ministero della Salute italiano, il fumo di sigaretta accelererebbe l'invecchiamento della pelle, provocando un aumento dell'irsutismo della cute del viso e della raucedine, con un rischio relativo per i fumatori "forti" (più di 10 sigarette al giorno) del 5,6% per l'irsutismo del volto e di 14,2% per la raucedine.
Recentemente uno studio del 2013, presentato dall'American Society of Plastic Surgeons, ha confermato l'accelerazione dell'invecchiamento della pelle nei fumatori.
Numerose ricerche, inoltre, confermano che il fumo favorisce lo sviluppo della psoriasi e ne aggrava l'andamento.

### Danni al sistema riproduttivo

#### Nelle donne
I medici raccomandano che in gravidanza ci si astenga dal fumo (oltre che per i rischi diretti alla salute della fumatrice) per i gravi danni possibili al nascituro. Anche il fumo passivo ambientale implica rischi analoghi.
Il tabagismo può influire negativamente sullo sviluppo del feto, in quanto il monossido di carbonio e la nicotina hanno effetti diretti sul feto e sulla sua crescita, compromettendo la conclusione della gravidanza. Infatti, il monossido di carbonio attraversa la barriera placentare e, legandosi all'emoglobina fetale, impoverisce l'apporto di ossigeno; mentre la nicotina per i suoi effetti vasocostrittori impedisce una buona circolazione utero-placentare e, passando attraverso la placenta, influisce sullo sviluppo del sistema nervoso centrale.
Studi dell'Università di Copenaghen e altri hanno rilevato che il fumo riduce notevolmente la probabilità della donna di rimanere incinta e nelle donne le cui madri erano fumatrici prima dei tentativi di concepimento; fumare, da parte di entrambi i membri della coppia, riduce di oltre il 30% le probabilità di concepire. Le sostanze tossiche inalate nel fumare pregiudicano il controllo ormonale e influenzano la maturazione ovulare della donna e la produzione di sperma dell'uomo. Il concepimento della fumatrice risulta più difficile perché l'endometrio alterato ostacola la risalita degli spermatozoi, da altra parte perché le caratteristiche del seme maschile vengono alterate, e vi sono evidenze sull'induzione di infertilità nel nascituro.
La nicotina provoca una diminuzione dell'irrorazione sanguigna dell'utero e della placenta e quindi anche un minore apporto di sostanze vitali al nascituro. Il monossido di carbonio (CO) assunto con il fumo riduce inoltre l'apporto d'ossigeno nella circolazione nella madre e del bambino. Questa sostanza rimuove inoltre già in deboli concentrazioni l'ossigeno dal suo vettore di trasporto, ovvero i globuli rossi.
Secondo uno studio del 1997 condotto su 56 000 donne canadesi, il fumo sarebbe responsabile dell'11% degli aborti spontanei. In modo particolare, l'odds ratio di aborto spontaneo tra le donne fumatrici di 20 sigarette o più è pari a 1,68 (con un intervallo di confidenza del 95%: l'odds ratio risulta compreso tra 1,57-1,79).
Fumare durante la gravidanza è inoltre ritenuto elemento di rischio per l'insorgenza della malattia di Legg-Perthes sul nascituro. È stato inoltre evidenziato che il fumo di sigaretta è legato ad un aumentato rischio di carcinoma endometriale, soprattutto nelle donne in stato di post-menopausa.

#### Negli uomini
Per gli uomini il fumo viene considerato fattore di rischio per disfunzioni erettili e impotenza sessuale. Secondo alcuni studi, nel 44% degli uomini fumatori si è riscontrato una riduzione della velocità del flusso ematico nelle arterie che irrorano i corpi cavernosi del pene.

### Invecchiamento accelerato o precoce
Le sostanze nocive presenti nelle sigarette e i movimenti quando si fuma agiscono sulla pelle, causando invecchiamento precoce e altri danni visibili, come macchie, occhiaie e colorito spento. La correlazione tra fumo di sigaretta e invecchiamento precoce della pelle è stata ampiamente documentata. La nicotina liberata nel sangue del fumatore causa infatti una contrazione permanente dei vasi sanguigni del derma e della pelle che quindi non viene nutrita a sufficienza. Sebbene una relazione fosse stata ipotizzata già molto tempo prima, nel 1969 lo studio del dottor Harry Daniell confermò e dimostrò che i fumatori fra 40 e 49 anni avevano la stessa intensità di rughe dei non fumatori di vent’anni più vecchi. Questi studi sono stati ripetuti successivamente, l’ultimo da Neil Fenske e Jeffrey Smith della University of South Florida di Tampache. Nel 1996, Journal of The American Accademy of Dermatology, hanno confermato attentamente le manifestazioni cutanee e gli effetti del fumo in relazione all’invecchiamento precoce. I danni causati dal fumo iniziano a vedersi già dopo i primi anni da quando si inizia a fumare, anche nelle persone giovani. Spesso si inizia molto presto, anche in adolescenza, tanto che i primi inestetismi sul viso del fumatore si notano già intorno ai 25 anni. A questa età, poi, la produzione di collagene ed elastina inizia a diminuire e se a questo si aggiunge il danno causato dal fumo la situazione non fa che peggiorare. Le centinaia di sostanze chimiche presenti nel fumo di sigaretta (ammoniaca, nicotina, catrame, metalli, arsenico, ecc.) arrecano danni alla cute, oltre che a capelli, unghie e altri organi. Le sostanze nocive sprigionate dal fumo di sigaretta, infatti, sono particolarmente lesive per le fibre di collagene ed elastina presenti negli strati profondi della cute. Questo ne compromette la capacità di mantenere l’elasticità ed il tono della pelle, favorendo un generale rilassamento cutaneo e accelerando la comparsa di rughe e la formazione di macchie. Il fumo sottrae, inoltre, nutrimento alla pelle a causa dell’azione vasocostrittrice della nicotina. Questo riduce l’efficienza dell’irrorazione sanguigna attraverso il microcircolo cutaneo, con il risultato di compromettere l’ossigenazione del derma. Oltre alla comparsa di rughe, la pelle dei fumatori appare pallida e spenta. Inoltre, la nicotina in circolo nell’organismo si deposita nel derma rendendo la pelle giallastra e dando un aspetto malsano all’individuo. I danni del fumo dal punto di vista estetico non si limitano alla pelle del viso. Le dita della mano che solitamente tengono la sigarette, le unghie delle mani e i denti diventano gialli, mentre sulla lingua si crea una patina grigiastra che limita le sensazioni di gusto, rendendo l’alito fetido. Inoltre, le labbra, a causa della scarsa idratazione, diventano secche e opache. A livello estetico sono quindi molti gli effetti collaterali e irreversibili causati dal fumo.

### Caduta dei capelli
Secondo alcuni studi, persino il fumo passivo può incidere sull'aumento della caduta dei capelli.
Nel 2007 uno studio dei ricercatori del Far Eastern Memorial Hospital di Taipei ha dimostrato che, soprattutto negli uomini, il fumo può causare la precoce caduta dei capelli, in quanto la nicotina limita l'afflusso di sangue alla cute del cranio.

### Altri organi
- Stomaco e fegato: il fumo può causare carcinoma gastrico, per cui viene considerato il più alto fattore di rischio.[96]
- Laringe, faringe e corde vocali: il fumo può favorire l'insorgenza di tumori alla laringe e alle faringe, in particolare quello delle cellule epiteliali squamose (ovvero dalla superficie mucosa).[97][98][99] Può anche infiammare o inspessire le corde vocali, causando disfonia o provocare tumori.[100][101]
- Seno: ricerche hanno dimostrato che il fumo di sigaretta può favorire l'insorgere di tumori alla base del seno.[102][103]
- Pancreas: il fumo è un fattore di rischio per il tumore al pancreas.[104][105]
- Reni: il fumo può causare l'insorgere di un tumore ai reni.[106]
- Vescica: il fumo è fattore di rischio per lo sviluppo di tumore alla vescica.[107]
- Cartilagine e midollo osseo: un recente studio ha dimostrato come il fumo di sigaretta contribuisca alla perdita di cartilagine e midollo osseo, in particolare negli arti inferiori. Il danno avviene a causa degli elementi tossici presenti nel sangue, che, attraverso i numerosi vasi sanguigni che raggiungono le articolazioni, arrecano danni alle ossa.[108]